# キム・ミンジョン (1982年生)
キム・ミンジョン（金玟廷、1982年7月30日 - ）は、韓国の女優。ソウル出身。マイネストカンパニー所属。

## 略歴
1990年にMBCにて『ベスト劇場』の1作として放送された「未亡人」（미망인）で子役としてデビューした。その後テレビドラマで子役として多くの作品に出演した。子役イメージを脱した作品は2002年8月からSBSで放送された連続テレビドラマ『ライバル』で、作品放送開始直前に20歳になったキム・ミンジョンはこの作品でソ・ユジン演じるヒロインの腹違いの妹で「他人への妬みや嫉妬心が強い」悪女であるプロゴルファー役を演じ、その年のSBS演技大賞でニュースター賞を受賞した。

## 人物
次女として生まれた。漢陽大学校演劇映画科卒業。身長166センチメートル。カトリック教徒。

## 主な出演作品

### テレビドラマ
- 王朝の暁 〜趙光祖伝〜（1996年、KBS） - 出演：文定王后役
- ライバル（2002年[7]、SBS） - 主演：プロゴルファー、チョン・チェヨン役[6]
- アイルランド（2004年[7]、MBC） - 主演：エロビデオ女優、ハン・シヨン役[8]
- ファッション70'ｓ（2005年[7]、SBS） - 主演：デザイナー、コ・ジュニ役[9]
- 天国への扉[10]（2005年[7]、SBS） - 主演：スター歌手、ユ・ヒラン役[11]
- ニューハート（2007年[7]、MBC） - 主演：胸部外科医、ナム・ヘソク役[12]
- ストライク・ラブ[13]（2009年[7]、MBC） - 主演：チェ・オムジ役[4]
- いばらの鳥（2011年[7]、KBS） - 主演：映画制作者ハン・ユギョン役[14]
- カプトンイ（2014年[7]、tvN） - 主演：精神科医、オ・マリア役[15]
- 客主〜商売の神〜（2015年[7]、KBS） - 主演：男装の行商人、メウォル役[16]
- マン・ツー・マン（ミッション・ボディーガード、2017年[7]、JTBC） - 主演：スター俳優のマネージャー、チャ・ドハ役[17]
- ミスター・サンシャイン（2018年[7]、tvN） - 主演：ホテルの社長、工藤陽花（くどうひな）役[18]
- ダーリンは危機一髪![19]（2019年[7]、KBS） - 主演：ヤミ金業者会長、パク・フジャ役[20]
- 悪魔判事（2021年、tvN） - 主演：社会的責任財団常任理事、チョン・ソナ役[21]
- チェックイン漢陽（2024年-2025年、チャンネルA） - 総支配人 、ソル・メファ役[22]

### 映画
- 僕らのバレエ教室[23]（2004年）[7] - 主演：ファンボ・スジン役[4]
- 恋の罠[24]（2006年）[7] - 主演：チョンビン役[4]
- 作戦 The Scam（2009年）[7] - 主演：ユ・ソヨン役[4]
- 夜の女王（2013年）[7] - 主演：ヒジュ役[4]

## 受賞歴
- 1992年、KBS演技大賞 子役賞[4]
- 2002年、SBS演技大賞 ニュースター賞[4]
- 2004年、MBC演技大賞 新人賞[4]
- 2019年、第12回コリアドラマアワード（朝鮮語版） 女性最優秀演技賞[4]